# 獣神演武
『獣神演武』（じゅうしんえんぶ）は、黄金周・原案による日本のテレビアニメおよび漫画作品。
シナリオ：社綾、作画：荒川弘により、漫画版が隔月刊誌『ガンガンパワード』（スクウェア・エニックス）にて2007年No.3より連載開始。同誌は2009年4月号を最後に休刊、その後『月刊少年ガンガン』に移籍し2009年6月号より隔月連載。以後、休載を挟みながらも翌2010年9月号にて連載終了。全21話、単行本は全5巻。
2007年10月から2008年3月まで『獣神演武 HERO TALES』のタイトルで、スタジオフラッグ製作のテレビアニメがテレビ東京系列にて放送された。

## 経緯
1998年頃、武侠ファンのサイトでオリジナル小説「獅子獣神演武」を書いていた大原信弥が、『三国志』同人つながりから、デビュー前の荒川弘に挿絵を依頼したことが始まり。
大原信弥は当時、スタジオフラッグに所属しており、そのスタジオフラッグの当時の社長・早坂哲也とともに最初のアニメ化を試みたが、荒川弘のデビューなどで企画は一旦消えた。
2005年より、ジェンコのプロデュースにより再びアニメ企画が動き出し、2006年10月より先行して漫画連載が開始。「最初はアニメ版キャラ設定だけだと思っていたのに、いつの間にか漫画版を描くことになってしまって」（荒川弘）。シナリオライター社綾が、アニメ用シナリオから漫画用に、「台詞の細かいところまでちゃんと書いてある」シナリオを書き起こし、荒川弘が作画。
2007年10月アニメ放映開始。公式HPもDVD最終巻のジャケット画像をアップしないまま更新終了となった。
『ガンガンパワード』が2009年度4月号（2009年2月21日刊行）を以て休刊となった際は、同誌で連載されていた「勤しめ! 仁岡先生」、「仕立屋工房 Artelier Collection」に続き『月刊少年ガンガン』に移籍。以降は隔月で連載していたが、2010年1月号掲載を以て一時休載に入る。その後、同年7月号で荒川が『鋼の錬金術師』の連載を終えたことを受け、8月号より連載再開、翌9月号で完結した。

## 原案
「黄金周」とは中国語でゴールデンウィークの意。人名ではない。
公式発表では「黄金周とは、荒川弘、アニメ制作会社スタジオフラッグ、プロデュース会社のジェンコで構成される原作者グループ」とされた。しかし荒川弘自身が「もともと原案の黄金周さんとは知り合い」と他人として発言していたり、グループに名前を連ねていない大原信弥が「黄金周の要」としてインタビューを受けるなど、不自然さが指摘されている。
ジェンコのプロデューサー森尻和明は「ストーリー会議は（中略）荒川さんにももちろん参加してもらっていますし」と発言しているが、荒川弘は「私がストーリーを練ることは全くない」「作画に専念」と重ねて発言している。
また、雑誌連載においてはタイトルページ下部に著作権者が表記されるのが通例だが、しばしばプロデュース会社GENCOの文字が記載されず、また順序をFLAGの後ろに回すなどされている。

## 登場人物
身長は設定資料集・キャラクター対比表より。

### 二天神尊
岱燈（たいとう）
声 - 鈴村健一
本作の主人公。16歳。身長165cm前後。字（あざな）は獅麗（しれい）。破軍（はぐん）の星を持つ。賢嘉爛舞を取り戻すために旅に出る。
慶狼に殺された蓮通寺の修行僧や青龍党員たちの仇を討つべく、頼羅、劉煌と共に旅に出る。旅先で鳳星、麟盟、虎楊たちに出会い、仲間をどんどん増やしていく。
実は汰臥帝の双子の兄である。政権争いが起こらぬよう、どちらかを闇に葬るためということになり、破軍であるという理由で曹栄に預けられた。尚、破軍が覚醒している際は力を制御できず、暴走する。
最終話にて慶狼と一騎討ちとなり、破軍と貪狼の決着を望む慶狼に対し初めは彼に全てをやり直す機会を与えるつもりだった。しかし貪狼が覚醒し暴走した慶狼に対し自らも破軍を覚醒させ、激闘の末賢嘉爛舞を砕き、慶狼を倒す。その後行方不明となるが、7年後、安寧を取り戻した賢帝国に帰還する。
慶狼（けいろう）
声 - 銀河万丈（若い頃 - 相沢正輝）
35歳。身長190cm前後。字は伯烽（はくほう）。貪狼（とんろう）の星を持つ。賢帝国の将軍。賢嘉爛舞を手に、戦いにおいて圧倒的な強さを誇る。
賢帝国を追われ、一族を帝国軍に皆殺しにされた過去を持つ。その恨みから貪狼が覚醒した。賢帝国を滅ぼすことを目的としている。
慶狼は過去に自らの息子を捨てたが、北辰天君の一人である劉煌が実の息子とは知らず、後に知ることになる。
破軍と貪狼の戦いを「宿業」と呼び、戦いを制し賢帝国を滅ぼすことを求めていた。岱燈との最終決戦で貪狼が覚醒し、同じく破軍が覚醒した岱燈と激戦を繰り広げるが、賢嘉爛舞を砕かれ敗北した。

### 五神闘士
劉煌（りゅうこう）
声 - 櫻井孝宏
18歳。身長170cm前後。字は孟甜（もうてん）。武曲（ぶきょく）の星を持つ。統悠寺の修行僧で、賢帝国を陰で支える「六伽宗」の一人。劉匠の義理の息子である。
若くして統悠寺一の武術の使い手となった逸材だが、道に迷い腹を空かすなど情けない一面もある。規律に厳しく考えが固く、物事を一度決めたらなかなか曲げない信念の持ち主。
実の父親は慶狼であり、慶狼は邪魔だと言って捨てた。一時帝国側に寝返り岱燈を襲うが、その後和解。再び慶狼と対峙する。
最終話では麟盟と結婚し、幸せに暮らしている。
鳳星（ほうせい）
声 - 泰勇気（幼少期 - 中山依里子）
17歳。身長160cm台後半。字は銘徳（めいとく）。禄存（ろくそん）の星を持つ。紅英の養い子であり弟子。頼羅に惚れている。
活発で気が強いが、その反面繊細な一面も併せ持つ。
初めのうちは頼羅がいるからと理由で岱燈たちと旅していたが、史明に殺された紅英の仇を討つため、岱燈たちと行くことを決意する。
岱燈を守るために史明と戦いこれを倒すが、死に際の史明に背中から隙を突かれて絶命する。その後史明として甦り頼羅を襲う。
アニメでは腹を貫かれて重傷を負うも最後まで生存している。
麟盟（りんめい）
声 - 甲斐田裕子
20歳。身長160cm台後半。字は詔韓（しょうかん）。巨門（こもん）の星を持つ女性。賢帝国を陰で支える「六伽宗」の一人。統悠寺で賄い方をしている。劉煌のことが好きだが、彼の鈍さに苛立っている。
漫画版では劉煌の子供をお腹に宿し、戦線を離脱。彼が旅から帰ってくるのを待つことになる。
最終話では劉皇と結婚し、一児を授かっている。
虎楊（こよう）
声 - 小山力也
22歳。身長180cm前後。字は蒙骸（もうがい）。文曲（もんこく）の星を持つ。水賊「渦津団」および船「闘牙」の頭。化粧を他人（主に女性）にするのを得意とする。
慶狼によって住んでいた村が滅ぼされた過去がある。また、元孫寧の弟子であったが、1日で逃亡した。そのときに、金色の猫の餌皿を盗んでいった（本人は高価なものと思っていた）。そのため、孫寧に対しては本能的な苦手意識を持っている。
将鶴（しょうかく）
声 - 速水奨
24歳。身長170cm前後。字は張楊（ちょうよう）。廉貞（れんじょう）の星を持つ。汰臥帝に仕えている医師。岱燈らに助言を行う一方、慶狼に味方する謎の男。複数の円盤を自由自在に操って攻撃する。
彼の真の目的は賢帝国の安寧であり、そのために北辰天君を利用した。人当たりがよく柔和な性格だが、己の目的のためならばどんな手も使う非情な一面も併せ持つ。帝国を治める器を見定めるため、岱燈と慶狼を戦わせる。
汰臥帝の治世となってからは、帝国の助言役となっている。

### その他
頼羅（らいら）
声 - 神田朱未
字は青蓮（せいれん）。身長155cm前後。青龍党三代目当主。岱燈の義妹。暴走した岱燈を唯一止める事ができる。
料理の腕は最悪。また、麟盟とは気が合い、一緒に「男ってどうしようもない同盟」を結成した。漫画版では、戦争で父・曹栄を失い、悲しみに暮れた所を史明に洗脳され、一転して岱燈に逆恨みの殺意を抱くようになってしまう。一時岱燈を殺しかけるが、後に和解する。
破軍の暴走を止めたことから史明に興味を持たれ、後に史明の能力により、実は伝説の夏王朝の星操の巫女の末裔であることが判明する。その力を使い、相手の動きを止めることもできる。
燕紀（えんき）
声 - 宮島依里
虎楊の部下である女性。身長160cm台後半。兄と死に別れている。「男ってどうしようもない同盟」に入っている。
李延（りえん）
声 - 松本さち
流民の少年。食いぶちを稼ぐためにスリをしていた。岱燈らに同行する。
最終話では帝国軍の一員として活躍していた。
史明（しめい）
声 - 二又一成
慶狼の部下。身長170cm前後。不死身の体を持ち、柄に目がある魔剣「萬詳史明」によって他人を操る術を使う。性格は残虐非道な鬼畜。孫寧曰く、古来より人の姿をした物の怪と言われており、人間ではない。その本体は下記にある魔剣の方であり、普段「史明」として登場している男も実際は魔剣が操る死体である為、いくら肉体が壊れようとも活動できる。
賢帝国の陰で暗躍し、破軍と貪狼の戦いを待ち望んでいた。一度鳳星に倒されるも、魔剣を鳳星に突き刺して殺したことで、鳳星の身体で頼羅たちの前に現れる。頼羅の正体を知りその身体を乗っ取ろうとするが、巫女の力で動けなくなったところを斬られ死亡した。アニメでは慶狼により体に取り込まれ、岱燈に倒されて慶狼と共に死亡した。
曹栄（そうえい）
声 - 菅生隆之
字は徳覇（とくは）。身長170cm台後半。頼羅の父、岱燈の義父であり、「青龍党」の頭である。
岱燈達が蓮通寺に帰還した際、趙香率いる玄浪党の襲撃の最中、史明の操る死人によって殺害される。彼の亡骸は、史明に操られぬよう孫寧の術により供養された。
頼峰（らいほう）
字は黄梨（おうり）。曹栄の妻で頼羅の母親。故人。
孫寧（そんねい）
声 - 緒方賢一
曹栄の師であり、蓮通寺の大僧正。身長160cm前後。女性に目が無いのが玉に瑕。
汰臥帝（たいがてい）
声 - 福山潤
16歳。賢帝国の皇帝。気弱な性格で、側近の言いなり。岱燈にそっくり。（実は岱燈は汰臥帝の実の兄であり、岱燈は汰臥帝が実の弟だと知っているが、汰臥帝は岱燈が実の兄だという事は終盤まで知らなかった）。
侘姫（たき）
声 - 折笠富美子
慶狼の養女（実は孔凋の娘である）で、控えめな性格。汰臥帝の妃である。
劉匠（りゅうしょう）
声 - 金尾哲夫
字は孟漢（もうかん）。身長180cm台後半。劉煌の義父であり、統悠寺の住職である。
紅英（こうえい）
声 - 田中敦子
39歳。字は玖儒（くじゅ）。鳳星の師匠。知識量の多さから、智泉玖（ちせんきゅう）の別名を持つ。
若かりし頃に史明に憧れ、旅に同行していた過去を持つ。漫画では史明によってそのまま殺害され、息を引き取る。
アニメでは史明によって暗殺されるが、死の寸前に弟子の鳳星に史明の操る死人の弱点を伝えた。その後、史明の操る死人となって復活し命を狙ってくるが、僅かに生前の心が残っており、鳳星が幼少の頃共に弓の練習をした的の前に立ち、最後は鳳星の放った矢に撃たれて灰となった。
孔凋（こうちょう）
声 - 立木文彦
慶狼の部下の武人。身長195cm前後。禿げた大柄な男。無口で不愛想だが、怪力を誇る。元は地方の警備士だったが、野盗に襲撃されたところを慶狼に救われて以来、彼に忠誠を誓っている。侘姫の実の父親（侘姫は知らない）。
趙香（ちょうか）
声 - 北西純子
慶狼の部下のシノビにして女官。身長165cm前後。異国出身である。慶狼に対して上司以上の感情を持つ。二刀流の使い手。
岱燈と慶狼を引き合わせた将鶴を裏切り者として始末しようとするが、逆に殺された。

## 用語
北辰天君（ほくしんてんくん）
北辰＝貪狼・巨門・禄存・文曲・廉貞・武曲・破軍の星（文様）を持つ7人。帝国の危機に現れ民を導いていくと言い伝えられている伝説の英傑のこと。7人の英傑の中には、乱世を平和に導いた者もいるが、自身が乱世の種となる者も少なからずいた。
北辰天君の中でも一際大きいとされる貪狼と破軍の二星は「二天神尊」と呼ばれ、巨星故に、互いに喰らいあう宿業の星として言い伝えられている。
それ以外の武曲・巨門・廉貞・禄存・文曲の五星は「五神闘士」と呼ばれる。五神闘士は二天神尊である破軍と貪狼に寄り添い、この二星の激突を防ぐ防波堤の役割を持つ。貪狼・破軍どちらに味方するかは、長い帝国の歴史中でも謎とされる。
北辰天君の記録をつづった『北辰紀記』の中で二天神尊が同じ時代に現れたことは無いとされる。この二星が同じ時代に現れると帝国が歪むと言われる。歴史にもそういった記述はないが、実際にはまみえたことはある。その昔、二天神尊の争いで夏王朝は滅んだ。
北辰天君は天が遣わした人の世を救済する英傑ではなく、実際は北辰天君とは世界の意思で、二天神尊とはこの世界が生み出した浄化の意思で、五神闘士は強すぎた2つの巨星による世界の破壊を防ぐ自衛の意思であり、人の救済が入り込める余地がないことが判明する。
北辰紀記（ほくしんきき）
北辰天君である二天神尊と五神闘士の偉業の逸話を記したもの。長い帝国の歴史の中で、代々伝わる伝説のようなものである。『北辰紀記』の中では、五神闘士は賢帝国の危機に現れる英傑と崇められているが、二天神尊は動乱を巻き起こす荒神として畏怖の対象となっている。
賢嘉爛舞（けんからんぶ）
賢帝国を興した初代皇帝・澗武帝（かんぶてい）が持っていた剣。抜いた者に天下を取らせる能力を持つと言われている。しかし将鶴によれば災厄をもたらす存在であるという。
六伽宗（りっかしゅう）
洛昌に統悠寺、泰山に蓮通寺を持つ宗派。
青龍党（せいりゅうとう）
泰山にある帝国軍に対抗する集団。岱燈の義父の曹栄が頭をしている。
玄浪党（げんろうとう）
慶浪将軍の私兵で帝国軍の中でも目立って強い。
洛昌（らくしょう）
賢帝国の都。一般層の生活は都なだけあって水準は高いが、逆に流民の生活は酷いものである。
萬詳史明（ばんしょうしめい）
史明の本体である柄に目玉がある魔剣。他人の血に触れることでその人物の全てを知り、また操ることができる。頼羅によって斬られた。

## テレビアニメ

### スタッフ
- 原案 - 黄金周
- 監督 - 関田修
- シリーズ構成 - 関島眞頼
- キャラクターデザイン・牛作画監督（第10話） - 荒川弘
- アニメーションキャラクターデザイン・総作画監督 - 相坂ナオキ
- プロップデザイン - やまだたかひろ
- 美術監督 - 根本邦明
- 色彩設計 - 佐藤秀一
- 撮影監督 - 樋口哲治
- 編集 - 田熊純
- 音響監督 - 清水洋史
- 音楽 - 寺嶋民哉
- プロデューサー - 東不可止、田中信作、神部宗之
- 制作プロデューサー - 早坂麻紀子
- アニメーション制作 - Studio FLAG
- 製作 - 獣神演武製作委員会

### 主題歌
オープニングテーマ「WINTERLONG」（第壱幕 - 第拾八幕、終幕）
作詞 - ヒダカトオル / 作曲・編曲・歌 - BEAT CRUSADERS（DefSTAR RECORDS）

エンディングテーマ
「かけがえのない人へ」（第壱幕 - 第拾参幕）
作詞・作曲 - 星村麻衣 / 編曲 - 鈴木daichi秀行 / 歌 - 星村麻衣（SMEレコーズ）
「木漏レビノ歌」（第拾四幕 - 終幕）
作詞 - マーキー&ユウスケ / 作曲 - ユウスケ / 編曲・歌 - HIGH and MIGHTY COLOR

スペシャルテーマ「フラッシュバック」（第拾九幕 - 第弐拾伍幕）
作詞 - マーキー&ユウスケ / 作曲 - MEG / 編曲・歌 - HIGH and MIGHTY COLOR

### 各話リスト
| 話数       | サブタイトル      | 脚本          | 絵コンテ | 演出     | 作画監督          |
| ---------- | ----------------- | ------------- | -------- | -------- | ----------------- |
| 第壱幕     | 破軍吼ゆる刻      | 関島眞頼 社綾 | 関田修   | 関田修   | 相坂ナオキ        |
| 第弐幕     | 武曲の宿業        | 関島眞頼      | 関田修   | 関田修   | 南伸一郎          |
| 第参幕     | 操気の契り        | 白根秀樹      | 藤本義孝 | 藤本義孝 | 山本正文          |
| 第四幕     | 五神闘士          | 中村誠        | 神原敏昭 | 神原敏昭 | 日高真由美        |
| 第伍幕     | 病みし帝国        | 門田祐一      | 水本葉月 | 水本葉月 | 氏家嘉宏          |
| 第六幕     | 紅き英傑          | 白根秀樹      | 菊池一仁 | 菊池一仁 | 飯飼一幸          |
| 第七幕     | 哀しみの禄存      | 白根秀樹      | 小野勝巳 | 小野勝巳 | 羽生貴之          |
| 第八幕     | 渓谷に木霊するは… | 門田祐一      | 藤本義孝 | 藤本義孝 | 南伸一郎          |
| 第九幕     | 帝都にさす影      | 関島眞頼      | 名取孝浩 | 浅見松雄 | 山本正文          |
| 第拾幕     | 孤独なる皇帝      | 関島眞頼      | 影山楙倫 | 小高義規 | 日高真由美        |
| 第拾壱幕   | 北辰紀記          | 社綾          | 影山楙倫 | 平尾みほ | 氏家嘉宏          |
| 第拾弐幕   | 月下の煌き        | 門田祐一      | 藤本義孝 | 藤本義孝 | 飯飼一幸          |
| 第拾参幕   | 二天神尊          | 関島眞頼      | 関田修   | 渡部裕子 | 徳田夢之介        |
| 第拾四幕   | 闘牙回頭          | 白根秀樹      | 菊池一仁 | 菊池一仁 | 南伸一郎          |
| 第拾伍幕   | 破軍の道標        | 門田祐一      | 名取孝治 | 名取孝治 | 黒柳賢治          |
| 第拾六幕   | 天食む貪狼        | 社綾          | 松本佳久 | 浅見松雄 | 氏家嘉宏          |
| 第拾七幕   | 父子の絆          | 白根秀樹      | 藤本義孝 | 藤本義孝 | 飯飼一幸          |
| 第拾八幕   | 蓮通寺炎上        | 白根秀樹      | 小野勝巳 | 室谷靖   | 羽生貴之          |
| 第拾九幕   | わかたれし星      | 社綾          | 菊池一仁 | 菊池一仁 | 南伸一郎          |
| 第弐拾幕   | 動乱の幕開け      | 門田祐一      | 影山楙倫 | 浅見松雄 | 日高真由美        |
| 第弐拾壱幕 | 悲憤の白衣        | 関島眞頼      | 神原敏昭 | 神原敏昭 | 奥野浩行          |
| 第弐拾弐幕 | 帝都錯綜          | 門田祐一      | 藤本義孝 | 藤本義孝 | 氏家嘉宏          |
| 第弐拾参幕 | 激突              | 社綾          | 影山楙倫 | 影山楙倫 | 飯飼一幸          |
| 第弐拾四幕 | 暴走せし宿業      | 白根秀樹      | 菊池一仁 | 菊池一仁 | 南伸一郎          |
| 第弐拾伍幕 | 貪狼神            | 門田祐一      | 小野勝巳 | 室谷靖   | 池田広明 谷口昭弘 |
| 終幕       | 演武の果て        | 関島眞頼      | 関田修   | 関田修   | 相坂ナオキ        |

### 放送局
| 放送局         | 放送期間                      | 放送日時                                                             |
| -------------- | ----------------------------- | -------------------------------------------------------------------- |
| テレビ東京     | 2007年10月7日 - 2008年3月30日 | 日曜 26:00 - 26:30                                                   |
| テレビ愛知     | 2007年10月8日 - 2008年3月31日 | 月曜 27:35 - 28:05                                                   |
| TVQ九州放送    | 2007年10月9日 - 2008年4月1日  | 火曜 26:23 - 26:53                                                   |
| テレビせとうち | 2007年10月10日 - 2008年4月2日 | 水曜 25:18 - 25:48                                                   |
| テレビ大阪     | 2007年10月12日 - 2008年4月4日 | 金曜 27:35 - 28:05                                                   |
| テレビ北海道   | 2007年10月16日 - 2008年4月8日 | 火曜 26:00 - 26:30                                                   |
| AT-X           | 2007年10月8日 - 2008年4月3日  | 月曜 9:30 - 10:00 / 20:30 - 21:00 木曜 14:30 - 15:00 / 24:30 - 25:00 |

## ゲームソフト
ニンテンドーDS用ソフト『獣神演武DS』
2007年11月22日発売。シンクアーツ開発、ディースリー・パブリッシャー販売の武侠アクションRPG。